# Queen (Band)
Queen ist eine 1970 gegründete britische Rockband. Ihre Besetzung mit Freddie Mercury, Brian May, Roger Taylor und John Deacon blieb zwei Jahrzehnte lang unverändert.
Die Musik der Gruppe ist durch große stilistische Vielfalt gekennzeichnet; alle vier Bandmitglieder waren wesentlich am Songwriting beteiligt und steuerten erfolgreiche Titel bei. Zu Queens bekanntesten Songs zählen das von Freddie Mercury komponierte We Are the Champions, Brian Mays We Will Rock You sowie The Show Must Go On, John Deacons Another One Bites the Dust sowie I Want to Break Free und Roger Taylors Radio Ga Ga sowie A Kind of Magic. Die Mercury-Komposition Bohemian Rhapsody belegte sowohl 1975 als auch 1991 viele Wochen lang die Spitze der britischen Singlecharts. Für diesen Titel, der Ballade und operettenhaft überzeichnete Gesangskapriolen sowie Hardrock in einem Song vereint, produzierte die Band eines der frühesten und stilprägenden Musikvideos.
Queen war kontinuierlich international erfolgreich: Sämtliche nach ihrem Durchbruch im Jahr 1974 veröffentlichten Studioalben erreichten Platz eins der Charts. Mit rund 200 Millionen verkauften Alben ist Queen eine der weltweit kommerziell erfolgreichsten Bands. In ihrer Heimat Großbritannien wurde allein ihr erstes Greatest-Hits-Album mehr als fünf Millionen Mal verkauft, was dort bislang unübertroffen ist. Mit mehr als 31 Millionen verkauften Exemplaren zählt es auch zu den weltweit meistverkauften Alben. Mit einem Verkauf von über sieben Millionen Einheiten ist Another One Bites the Dust die meistverkaufte Single der Band. Queen spielte in 16 Jahren mehr als 700 Konzerte.

## Geschichte

### Vorgeschichte
Im August 1963 begann Brian May zusammen mit seinem Vater seine erste E-Gitarre „Red Special“ zu bauen. Sie prägte später den typischen, unverwechselbaren Gitarrenklang von Queen. 1966 freundeten sich Tim Staffell und Farrokh Bulsara – der sich damals Freddie Bulsara und ab Anfang der siebziger Jahre Freddie Mercury nannte – an, beide studierten damals am Ealing College of Art.
1968 gründeten May (Gitarre, Gesang), Staffell (Leadgesang, Bass) und Roger Taylor (Schlagzeug, Gesang) die Gruppe Smile. Währenddessen schloss sich Mercury der Band Ibex aus Liverpool als Sänger an. Über seinen Freund Tim Staffell lernte er Smile kennen und wurde ein Fan der Band.
Im Februar 1969 nahm Smile an einem Festival in der Royal Albert Hall teil. Sie spielten dabei u. a. den späteren Queen-Titel See What a Fool I’ve Been. Mit Produzent John Anthony, der später Queens Debütalbum koproduzierte, nahm die Band in den Trident Studios die Titel Doin’ Alright, Earth und Step on Me auf. Die Single mit den beiden letztgenannten Titeln erschien im August bei Mercury Records in den USA. Das Label ermöglichte noch weitere Aufnahmen in den De Lane Lea Studios in London. Hier entstand u. a. das Stück Blag mit einem Vorgriff auf Mays späteres Brighton-Rock-Gitarrensolo.

### 1970–1974: Erste Jahre
Während May für Studienzwecke einige Monate auf Teneriffa war, verließ Staffell die Band Smile und ging zu Humpy Bong von Colin Petersen. Daraufhin schlossen sich May, Taylor und Freddie Mercury zur gemeinsamen Band mit dem Namen Queen zusammen.
Mit Mike Grose am Bass gab diese Formation, aufgrund der bereits erfolgten Werbung noch unter dem Namen Smile, am 27. Juni 1970 ihr Live-Debüt in Truro. Am 18. Juli trat die Band bei einem Konzert im Imperial College London erstmals als Queen live auf. Groses Nachfolger Barry Mitchell bestritt ab August einige Auftritte als Bassist von Smile, trennte sich allerdings Anfang des nächsten Jahres wieder von der Gruppe. Es folgte ein kurzes Gastspiel von Doug Bogie bis Februar 1971. Nach langem Suchen nach einem Bassisten komplettierte schließlich John Deacon das Line-up von Queen, das sich bis zu Mercurys Tod 20 Jahre lang nicht mehr änderte. Noch im selben Jahr nahm die Gruppe in den De Lane Lea Studios die ersten Demoaufnahmen mit fünf Titeln auf, die später auf ihrem ersten Album erschienen.
Im Februar 1973 nahm sie ihre erste BBC-Sitzung für John Peels Radiosendung Sounds of the ’70s auf (die 1989 auf dem Album At the Beeb veröffentlicht wurde). In den folgenden Jahren kam es zu zahlreichen weiteren BBC-Sessions von Queen. Am 9. April 1973 fand die Pressevorstellung der Gruppe Queen im Londoner Marquee Club statt.

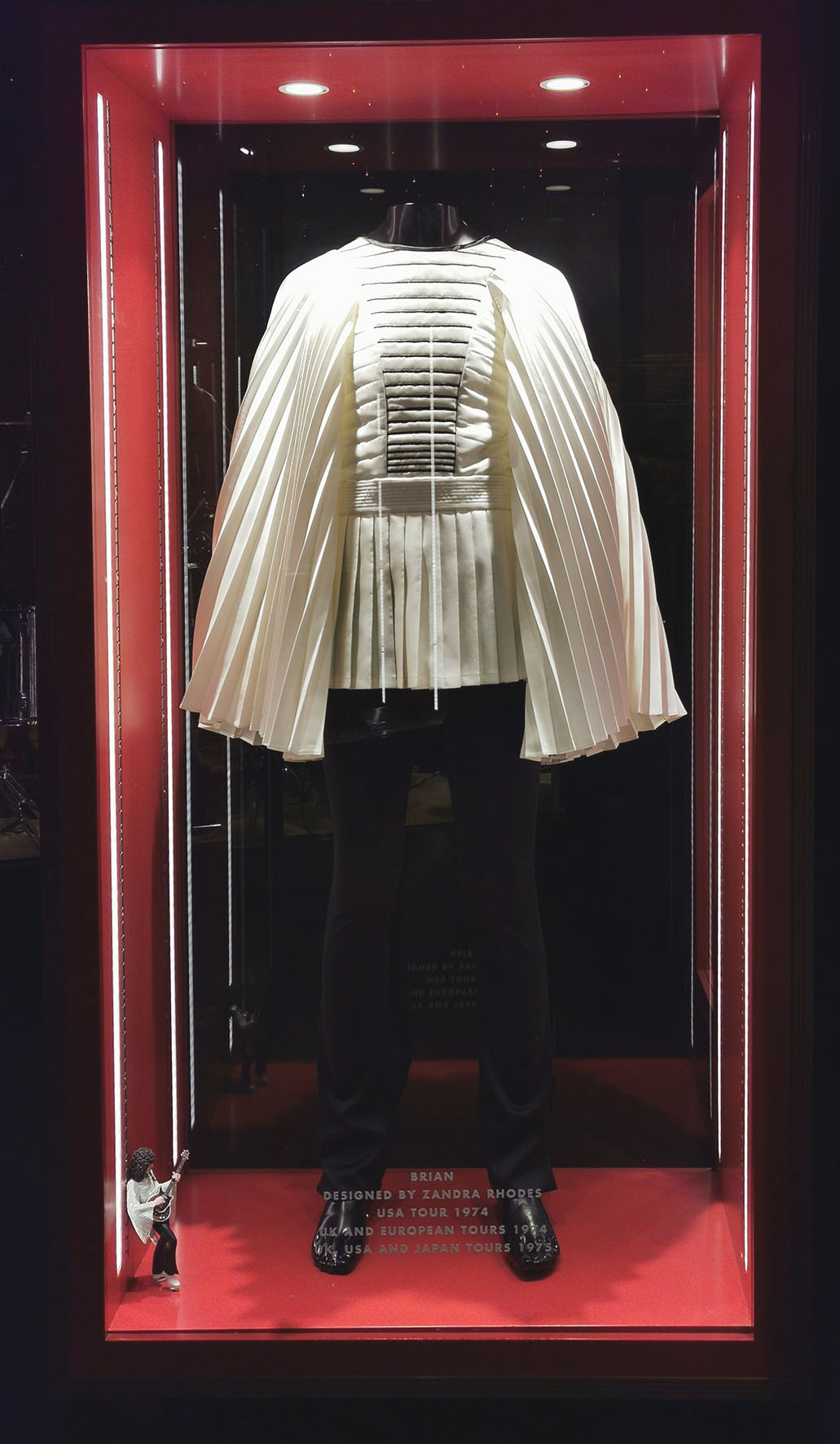
Kostüm von Brian May für die US-Tournee (1974)

Der Trident-Produzent Robin Cable lud die Band zu Studio-Aufnahmen ein, was den Tontechnikern die Erprobung von Möglichkeiten erlaubte, den Phil-Spector-Sound nachzuahmen. Dabei entstand (ohne John Deacon) eine Cover-Version des Beach-Boys-Hits I Can Hear Music, die zusammen mit dem Dusty-Springfield-Titel Goin’ Back als Single veröffentlicht wurde. Da sich der Stil der Aufnahmen völlig von dem der Band unterschied, erschien diese drei Wochen vor Queens Debütalbum unter dem Pseudonym Larry Lurex, einer humorvollen Anspielung auf Gary Glitter.
Am 6. Juli 1973 wurde als Vorabauskopplung des ersten Albums die Single Keep Yourself Alive veröffentlicht, die keine Chartplatzierung erreichte. Eine Woche danach erschien das erste Album Queen, das Queens Musik der vergangenen drei Jahre repräsentiert. Im folgenden Monat begannen die Aufnahmen für das zweite Album. Im Herbst tourte Queen als Vorgruppe von Mott the Hoople durch Großbritannien und 1974 dann auch durch die USA. Im Oktober 1973 gab die Band außerdem ihr erstes eigenständiges Live-Konzert außerhalb Großbritanniens im Underground in Bonn-Muffendorf.
Die im Februar 1974 veröffentlichte zweite Single Seven Seas of Rhye erreichte in den britischen Charts Platz zehn und war Queens erster Hit. Im März unternahm die Band ihre erste große Tournee als Headliner durch Großbritannien. Im selben Monat wurde das zweite Album Queen II veröffentlicht. Die Band stellte damit ein Konzeptalbum mit einer weiten Auswahl verschiedener Arten von Musik vor: von Stücken im Stil der britischen Music Hall bis hin zu Heavy-Metal-Titeln und Balladen. Das Album erreichte Platz fünf der britischen Charts. Im September 1974 erhielt die Band ihre erste Silberne Schallplatte für mehr als 100.000 verkaufte Exemplare von Queen II.
Mit der vorab veröffentlichten dritten Single Killer Queen, in der das theatralische britische Varieté mit Brian Mays Gitarrensound verschmilzt, hatte die Band erstmals auch internationalen Erfolg. Die Platte erreichte in den US-amerikanischen Billboard-Charts Platz zwölf. In Großbritannien verfehlte die Single mit Rang zwei nur knapp die Spitze der Charts. Im November 1974 erschien das dritte Album Sheer Heart Attack, das in den britischen Charts ebenfalls Platz zwei erreichte.

### 1975–1979: Nummer eins

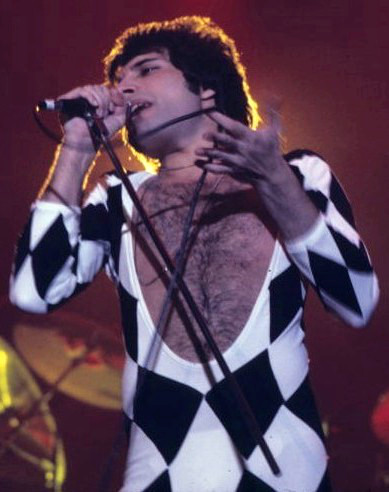
Freddie Mercury (1978)

Die im Oktober 1975 veröffentlichte Vorabsingle Bohemian Rhapsody wurde zum Weihnachts-Nummer-eins-Hit des Jahres und belegte neun Wochen lang Platz eins der britischen Charts; damit wurde Paul Ankas 1957 mit Diana aufgestellter Rekord eingestellt. Der von Freddie Mercury geschriebene Song unterscheidet sich durch seinen musikalisch ungewöhnlichen Aufbau und seine Länge von 5:55 Minuten von anderen Singles dieser Zeit. Bohemian Rhapsody gilt auch als Beginn einer neuen Ära der Musikvideos. Da die Band für einen Live-Auftritt bei der BBC keine Zeit hatte, wurde ersatzweise ein Kurzfilm gedreht, in dem die Band vielfach gespiegelt einen großen Chor für die Rhapsody darstellt. Das im November 1975 veröffentlichte A Night at the Opera erreichte als erstes Queen-Album die Spitze der britischen Charts. In den Vereinigten Staaten erhielt es dreimal Platin und brachte für Queen den kommerziellen Durchbruch.
Die beiden Alben A Night at the Opera und das im Dezember 1976 erschienene A Day at the Races, das ebenfalls Platz eins in den britischen Charts erreichte, können als Schwesterwerke betrachtet werden. Beide Titel beziehen sich auf Filmtitel der Marx Brothers, die Gestaltung der beiden Plattenhüllen ist komplementär: das erste weiß, das zweite schwarz, bei beiden erscheint als Titelbild das Queen-Logo. Auch in der Auswahl der Musik-Stile lassen sich Parallelen feststellen. Die Singleauskoppelungen waren das von der Gospelmusik beeinflusste Somebody to Love und der Hardrock-Song Tie Your Mother Down.
Auf einer Vorabauskopplung des nächsten Albums erschien mit der Hymne We Are the Champions einer der heute bekanntesten Queen-Songs; auf der B-Seite befand sich We Will Rock You. Im Oktober 1977 wurde das musikalisch rauer als seine Vorgänger gehaltene sechste Album News of the World veröffentlicht. Das Plattencover hatte Frank Kelly Freas gestaltet.

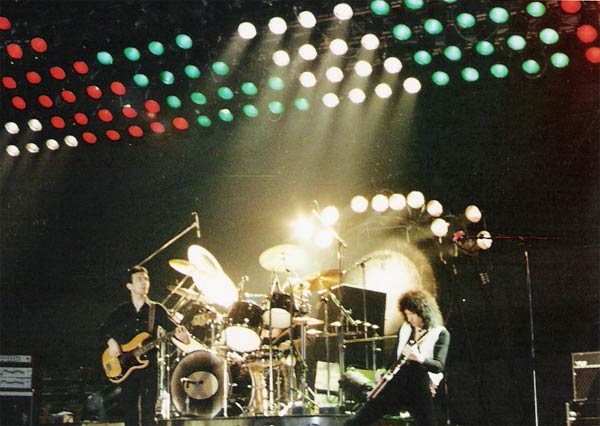
Queen live (1979)

Die Aufnahmen für das nächste Album fanden erstmals außerhalb Großbritanniens – in Montreux und Nizza – statt. Als Vorabsingle erschienen die Doppel-A-Seiten Fat Bottomed Girls und das durch die Tour de France inspirierte Bicycle Race. Im November 1978 folgte das Album Jazz. Dieser Platte war ein Poster beigefügt mit unbekleideten Frauen auf Rennrädern; das Foto war anlässlich der Videoaufnahmen zu Bicycle Race im Wimbledon-Stadion aufgenommen worden. Als zweite Single wurde Don’t Stop Me Now veröffentlicht. Während der Jazz-Tournee entstanden die Aufnahmen für Queens erste Live-LP: Das im Juni 1979 erschienene Doppelalbum Live Killers beinhaltet Ausschnitte aus verschiedenen Konzerten in Europa.
Ebenfalls im Juni begannen erstmals mit Reinhold Mack als Toningenieur und Koproduzent die Aufnahmen für das nächste Album in den Musicland Studios in München. Mack sollte der Musik von Queen eine neue Richtung geben. Im Oktober 1979 wurde eine der erfolgreichsten Queen-Singles veröffentlicht: Mit Crazy Little Thing Called Love gelang Queen im folgenden Jahr erstmals der Sprung an die Spitze der US-amerikanischen Single-Charts. In diesem Song im Rockabilly-Stil ist Mercury zum ersten und einzigen Mal als Rhythmusgitarrist zu hören. Der Song erschien später auf dem Album The Game. Die „Crazy Tour“ durch Großbritannien endete am 26. Dezember 1979 in London mit einem Wohltätigkeitskonzert für die notleidende Bevölkerung in Kambodscha.

### 1980–1984: Neue Wege
Nach den beiden weiteren Vorab-Single-Auskoppelungen Save Me und Play the Game wurde im Juni 1980 das Album The Game veröffentlicht. Es ist Queens einziges Album, das in den USA Platz eins der Charts erreichte. Die Band hatte sich nicht nur im Sound, sondern auch im Aussehen radikal verändert: Die langen Haare wurden, bis auf Brian May, der auf seine langen Locken bis heute nicht verzichtet, kurz geschnitten und die schrillen Kostüme durch Lederkleidung ersetzt. Freddie Mercury ließ sich zudem einen Schnurrbart stehen. Zum ersten Mal war auf einem Album auch ein Synthesizer zu hören. Im August 1980, während der Nordamerika-Tournee, erfolgte die Veröffentlichung der vierten Single-Auskoppelung Another One Bites the Dust. Dieser Funk-Rock-Song, basierend auf der Basslinie von Good Times, blieb mehrere Wochen auf Platz eins der US-Charts und ist Queens meistverkaufte Single in den Vereinigten Staaten.
Der Filmproduzent Dino De Laurentiis bat die Band, die Filmmusik für seinen Film Flash Gordon zu schreiben. Im Dezember 1980 erschien das Album Flash Gordon – Original Soundtrack Music mit vorwiegend instrumentalen Stücken.
1981 veröffentlichte Roger Taylor als erstes Bandmitglied sein Solo-Album Fun in Space. Im selben Jahr spielte die Band erstmals in Argentinien, Brasilien, Venezuela und Mexiko in großen Fußballstadien. Gegen Ende der Tournee stellten Queen einen neuen Zuschauerrekord auf: Am 20. März 1981 spielte die Band vor 131.000 Zuschauern im Morumbi-Stadion in São Paulo.
Ein weiteres herausragendes Ereignis des Jahres war im Oktober 1981 die Veröffentlichung der Single Under Pressure. Die Idee einer Zusammenarbeit zwischen Queen und David Bowie entstand bei einem zufälligen Treffen in den Studios in Montreux. Under Pressure erreichte als zweite Queen-Single Platz eins in den britischen Charts; der Song erschien später auf dem Album Hot Space. Im November erschien das erste „Greatest Hits“-Album mit den erfolgreichsten bis dato erschienenen Queen-Singles: Greatest Hits, das über zehn Jahre lang in den Charts blieb, ist das mit Abstand am häufigsten verkaufte Album in Großbritannien. Diese Kompilation ist Queens weltweit meistverkauftes Album.
Im November 1981 gab die Band in Montreal zwei Konzerte, die zur Aufnahme des Konzert-Kinofilms We Will Rock You dienten, der zwei Jahre danach seine Premiere hatte. Im Jahr 2007 erschien dieser Mitschnitt von Queens letzten Live-Auftritten als Quartett unter dem Titel Queen Rock Montreal als CD und DVD.

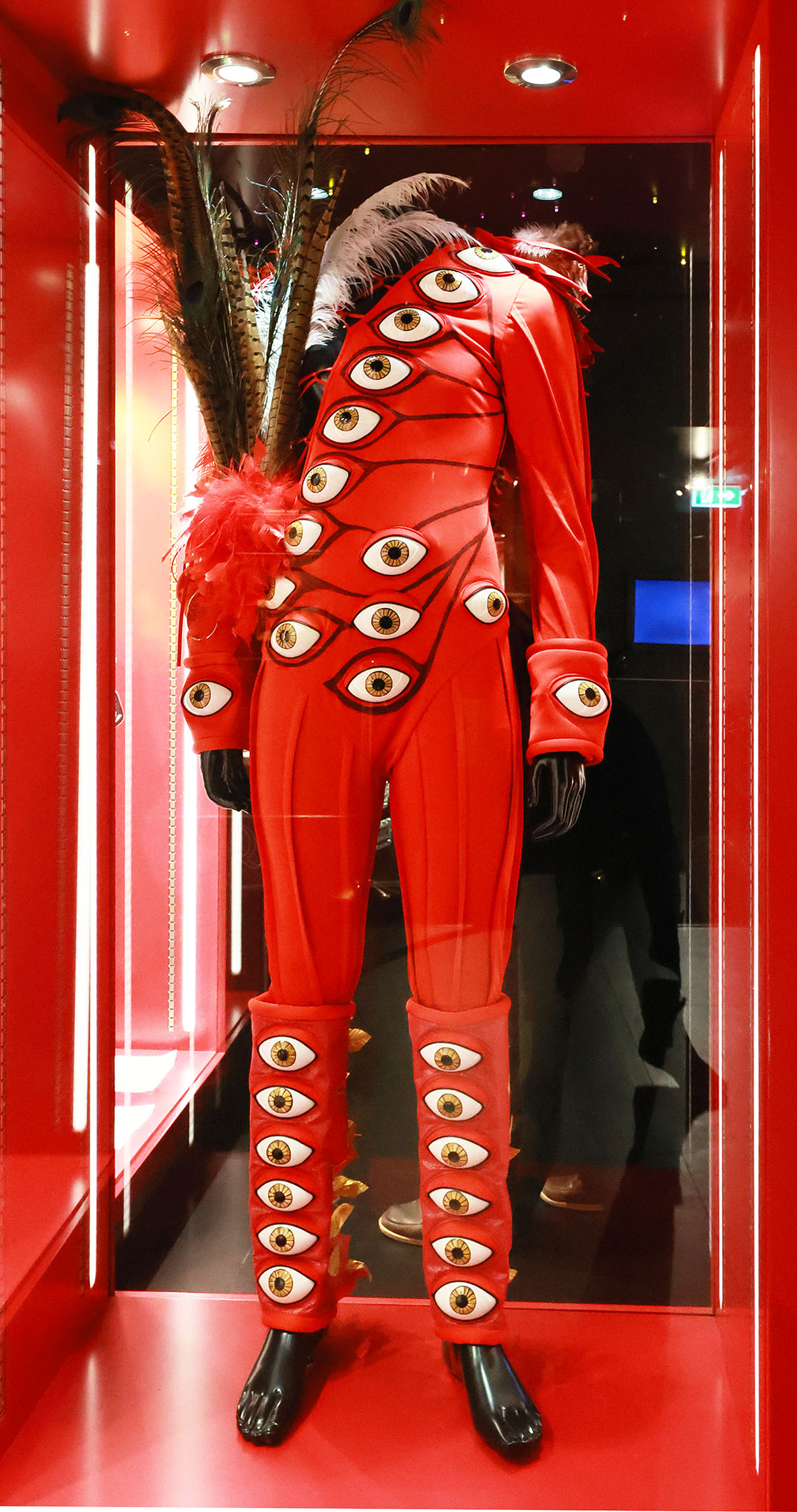
Kostüm von Freddy Mercury aus dem Video It's A Hard Life vom Album Works (1984)

Im April 1982 begann die Hot-Space-Tournee, auf der mit Morgan Fisher erstmals ein Keyboarder die Band begleitete. Das Konzert in der Milton Keynes Bowl wurde 2004 unter dem Titel Queen on Fire – Live at the Bowl veröffentlicht. Im Mai 1982 erschien das Album Hot Space. Der Song Life Is Real ist John Lennon († 8. Dezember 1980) gewidmet. Der überwältigende Verkaufserfolg von Another One Bites the Dust war einer der Gründe, warum sich die Band entschlossen hatte, wesentliche Anteile des Albums im Disco- und Funk-Stil zu produzieren. Aufgrund dieses Stilwechsels zählt Hot Space zu jenen Queen-Alben, die am stärksten polarisieren. Während sich Musikkritiker durchaus positiv äußerten, zeigten sich Teile der Fans des traditionellen Rock-Sounds der Band enttäuscht über die ungewohnten Wege des Albums. Die Verkaufszahlen waren insgesamt schlechter als die vorangegangener Alben.
Nach dem Abschluss der Hot-Space-Welttournee im November legten Queen ihre bis dahin längste – neun Monate dauernde – Pause ein. Brian May veröffentlichte 1983 das Mini-Album Star Fleet Project, u. a. mit Edward Van Halen.
Anfang 1984 erschien die Vorabsingle Radio Ga Ga, eine von Queens international erfolgreichsten Singles. Das Video zum Song zeigt die Band in Szenen aus Fritz Langs Science-Fiction-Stummfilm Metropolis. Der Kurzfilm zur zweiten Singleauskoppelung I Want to Break Free, in dem sich die Bandmitglieder als Frauen verkleideten, zählt ebenfalls zu Queens bekanntesten Videoclips, wurde aber wie schon Bicycle Race nicht im kommerziell wichtigen, aber prüden US-amerikanischen Markt gezeigt. Im Februar 1984 wurde das Album The Works veröffentlicht. Der Sound des Albums ist durch die u. a. von Fred Mandel programmierten Synthesizer mitgeprägt. Mit dem Album schlug Queen eine Brücke zwischen Hardrock (Hammer to Fall) und Pop (I Want to Break Free).

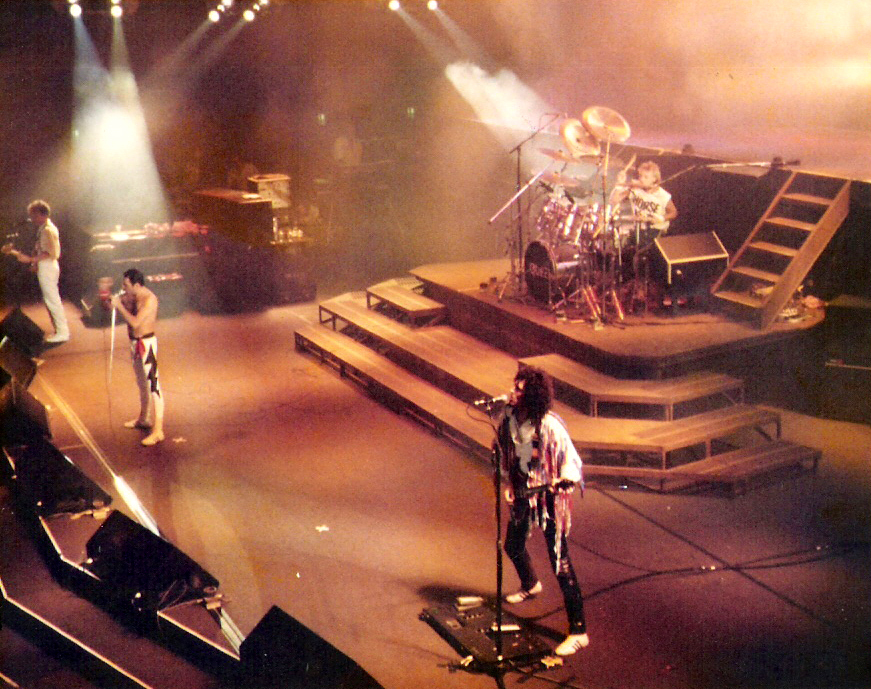
Queen live (1984)

Als Live-Keyboarder wurde Spike Edney engagiert, der von nun an bei allen weiteren Queen-Konzerten dabei sein sollte und auch bei zahlreichen Solo-Projekten mitwirkte. Die Band sah sich wegen ihrer Auftritte in Sun City, als in Südafrika noch die Apartheid vorherrschend war, aufgrund des Boykottbruchs mit teils heftiger Kritik konfrontiert. Im November erschien die auf keinem Studioalbum von Queen vertretene Single Thank God It’s Christmas.

### 1985–1989: Live Aid und letzte Tournee

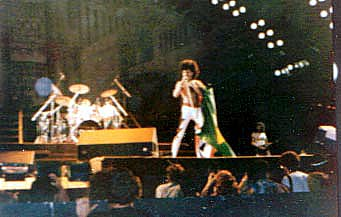
Queen bei Rock in Rio (1985)

Im Januar 1985 spielten Queen zwei Konzerte bei der ersten Ausgabe von „Rock in Rio“ vor über 250.000 Zuschauern. Im April veröffentlichte Freddie Mercury sein erstes Soloalbum Mr. Bad Guy.
Am 13. Juli 1985 um 18:41 Uhr traten Queen bei Bob Geldofs Benefizkonzert Live Aid im Londoner Wembley-Stadion auf. Sie spielten einige ihrer größten Hits: Den ersten Teil von Bohemian Rhapsody, Radio Ga Ga (75.000 Zuschauer klatschten synchron zum Refrain), Hammer to Fall, Crazy Little Thing Called Love, We Will Rock You und zum Abschluss We Are the Champions. Mit ihrem begeisternden 20-minütigen Auftritt stahlen Queen in den Augen der Fans und des Veranstalters Bob Geldof allen anderen die Show. Später sang Mercury mit May Is This the World We Created?
Inspiriert vom Live-Aid-Erlebnis schrieben die Bandmitglieder in Gemeinschaftsarbeit den Titel One Vision, der im November 1985 als Single veröffentlicht wurde. Der schnelle, gitarrenbetonte Song war für diese Schaffensperiode von Queen ungewöhnlich; er wurde der Opener sowohl des folgenden Albums als auch der Magic Tour. Der Song fand auch im Soundtrack des Films Der stählerne Adler Verwendung. Im März 1986 wurde die Vorab-Single A Kind of Magic veröffentlicht, deren ursprüngliche Fassung aus dem gleichzeitig erschienenen Film Highlander von Russell Mulcahy stammt. Kurz vor der Europa-Tournee erschien Anfang Juni 1986 das Album A Kind of Magic. Queen hatten für Highlander sechs Titel geschrieben, die in veränderter Form in das Album aufgenommen wurden. Als Filmmusik weisen diese Stücke teils eine üppige Orchestrierung auf. Deshalb waren an diesem Album noch zahlreiche weitere Künstler beteiligt. Mulcahy drehte auch die beiden Videos A Kind of Magic sowie Princes of the Universe, in dem der Hauptdarsteller Christopher Lambert mitwirkte.
Die ausverkaufte Magic Tour führte von Juni bis August durch Europa. Die zwei Auftritte im Londoner Wembley-Stadion am 11. und 12. Juli wurden als Zusammenschnitt im Jahr 1992 unter dem Titel Live at Wembley ’86 als CD und später als DVD veröffentlicht. Am 27. Juli fand im Budapester Népstadion eines der ersten Konzerte einer großen westlichen Band im damaligen Ostblock statt. Am 9. August sahen mehr als 120.000 Fans (nach inoffiziellen Zählungen bis zu 200.000, ein Besucher-Rekord für Queen in England) das Abschlusskonzert der Tournee im Knebworth Park, ohne zu wissen, dass sie zum letzten Mal die komplette Band erleben würden. Im Dezember 1986 erschien das Album Live Magic, dessen Aufnahmen von diesen Auftritten stammen.
In der folgenden Zeit beschäftigten sich die einzelnen Bandmitglieder mit Soloprojekten. Roger Taylor gründete im Herbst 1987 die Band The Cross, um wieder auf Tournee gehen zu können, und produzierte deren im folgenden Jahr veröffentlichtes Debütalbum Shove It. Den Titel Heaven for Everyone sang dabei Freddie Mercury. 1988 erschien Mercurys zweites Solo-Album Barcelona, das er zusammen mit der spanischen Opernsängerin Montserrat Caballé aufgenommen hatte, eine Synthese aus Pop und Operngesang.
Drei Jahre nach Queens letztem Studioalbum erschienen im Mai 1989 die Vorabsingle I Want It All und das Album The Miracle. Ein Zeichen der Verbundenheit der Bandmitglieder miteinander war, dass bei allen Titeln Queen als Autorenangabe stand. David Richards war erstmals der alleinige Koproduzent. Musikalisch ist das Album eine Fortführung von A Kind of Magic, was in dem damals zeitgemäßen Pop-Rock-Sound der Hits The Invisible Man, The Miracle und Breakthru zu erkennen ist. Insbesondere aufgrund der (zunächst geheim gehaltenen) AIDS-Erkrankung von Freddie Mercury fanden erstmals bei der Veröffentlichung eines neuen Queen-Studioalbums keinerlei Live-Auftritte statt. Im Dezember erschien das Album At the Beeb mit BBC-Aufnahmen von 1973.

### 1990–1994: Freddie Mercurys Tod und „Tribute Concert“
Im Februar 1990 wurde Queen mit dem BRIT Award für ihre herausragenden Leistungen geehrt. Mercurys kränkliches Aussehen bei diesem Ereignis gab zu weiteren Spekulationen über seinen Gesundheitszustand Anlass.
Im Januar 1991 erschien mit Innuendo das sechseinhalb Minuten lange Titelstück aus dem folgenden Album als Vorabsingle. Sie erreichte – als dritter Song von Queen – Platz eins in den britischen Charts. Im Februar wurde das Album Innuendo veröffentlicht, das ebenfalls auf Rang eins der britischen Charts kam. Der Titel („Anspielung, Andeutung“) ist Programm für die Songs des Albums, was aber erst nach Mercurys Tod mit den Titeln I’m Going Slightly Mad, These Are the Days of Our Lives und vor allem The Show Must Go On klar wurde. Dass Freddie Mercury trotz allem seinen Humor nicht verloren hatte, ist sowohl in seinem Song Delilah (einer Liebeserklärung an eine seiner Katzen) als auch in dem Video zu I’m Going Slightly Mad zu erkennen.
Brian May produzierte mit Beteiligung Roger Taylors die Benefiz-Single The Stonk von Hale and Pace, die auf Platz 1 der britischen Charts gelangte. Am 28. Oktober 1991 erschien die kommerziell erfolgreiche Queen-Compilation Greatest Hits II.

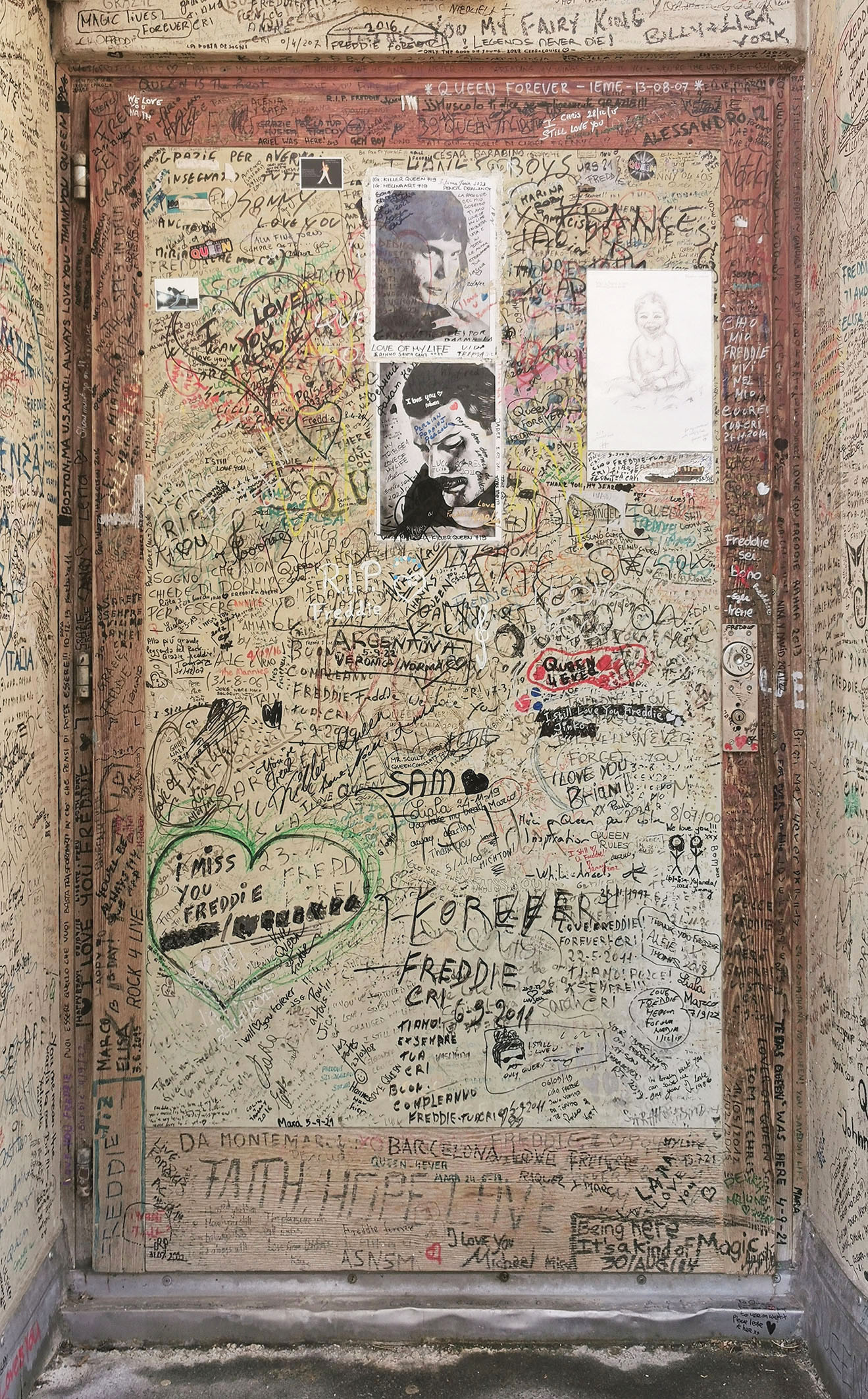
Eingangstür zu den Mountain Studios im Casino von Montreux mit Kritzeleien von Fans (2022)

In diesem Jahr verdichteten sich die Gerüchte, dass Freddie Mercury schwer erkrankt sei und an der Immunschwächekrankheit AIDS leide, worüber Boulevard-Blätter der ganzen Welt berichteten. Mercury selbst äußerte sich zu diesen Gerüchten nicht weiter und ließ sie durch Sprecher dementieren. Am 23. November unterrichtete er in einer vorbereiteten Aussage die Öffentlichkeit darüber, dass er AIDS habe. Wenige Stunden nach dieser Bekanntgabe verstarb Freddie Mercury am 24. November 1991 im Alter von 45 Jahren in seinem Heim am Logan Place No. 1 in London Kensington im engsten Kreis an einer Lungenentzündung.
Im Dezember 1991 erschien gleichsam als Vermächtnis von Mercury die Single Bohemian Rhapsody mit der Doppel-A-Seite These Are the Days of Our Lives; sie belegte erneut wochenlang Platz eins der britischen Charts. Der Erlös wurde an eine AIDS-Stiftung gespendet. Nur in Nordamerika wurde im März 1992 das Compilation-Album Classic Queen (statt Greatest Hits II) veröffentlicht. Es erreichte den vierten Platz in den US-Charts, was dort die beste Platzierung eines Queen-Albums seit mehr als einem Jahrzehnt bedeutete.
Zu den herausragenden musikalischen Ereignissen des Jahres zählt das am 20. April 1992 von den verbliebenen Queen-Mitgliedern organisierte Freddie Mercury Tribute Concert, das im Londoner Wembley-Stadion stattfand. Brian May, Roger Taylor und John Deacon traten gemeinsam mit Gastsängern und -musikern auf, u. a. mit George Michael, Robert Plant, Axl Rose, Annie Lennox, David Bowie, Roger Daltrey, Paul Young, James Hetfield, Elton John und Liza Minnelli. Ende Mai erschien das Doppelalbum Live at Wembley ’86, der digital aufbereitete Zusammenschnitt beider Konzerte im Wembley-Stadion aus dem Jahr 1986.

### 1995–1999: Posthumes Album
Im November 1995, fast fünf Jahre nach Innuendo, erschien Queens letztes Studioalbum Made in Heaven. Es enthält die 1991 in den letzten Monaten vor Freddie Mercurys Tod in Montreux aufgenommenen Stücke A Winter’s Tale, You Don’t Fool Me und Mother Love. Die weiteren Songs stammen mit Ausnahme des abschließenden, instrumentalen Tracks aus den achtziger Jahren und wurden von den verbliebenen Bandmitgliedern für dieses Album großteils neu eingespielt, wobei Mercurys ursprünglicher Leadgesang erhalten blieb. Einige dieser Titel waren in anderen Fassungen insbesondere im Rahmen von Soloprojekten bereits vorher erschienen, wie beispielsweise Mercurys Titelsong und die von Taylor geschriebene erste Singleauskoppelung Heaven for Everyone. Das Album zählt zu Queens kommerziell erfolgreichsten Veröffentlichungen.
Zum bis dato letzten gemeinsamen Live-Auftritt von Taylor, May und Deacon kam es am 17. Januar 1997 in Paris: Anlässlich der Premiere von Maurice Béjarts Ballett Le Presbytère n’a rien perdu de son charme, ni le jardin de son éclat spielte Queen mit Elton John als Gastsänger The Show Must Go On. Die Musik zum Ballett stammt von Queen und Wolfgang Amadeus Mozart. Die Thematik des Stückes bezieht sich auf Aids sowie den frühen Tod von Freddie Mercury und Jorge Donn, dem ersten Tänzer der Compagnie. Le Presbytère erschien unter dem Titel Ballet for Life als Video; die Live-Fassung von The Show Must Go On ist auch auf der Queen-Compilation Greatest Hits III erhältlich.
Im November 1997 erschien das Compilation-Album Queen Rocks mit hauptsächlich härteren, rock-orientierten Songs: Enthalten sind Single-Hits, Album-Tracks sowie einige bisher unveröffentlichte Versionen älterer Stücke. Vor allem aber ist auf dem Album das neue Stück No-One But You (Only the Good Die Young) zu finden: Es handelt sich dabei um den einzigen (neuen) Song, den May, Taylor und Deacon nach Freddie Mercurys Tod zu dritt (1997) aufgenommen haben. Den Gesang teilen sich Brian May, der das Stück geschrieben hat, und Roger Taylor.
Das Album Greatest Hits III wurde im November 1999 veröffentlicht. Es ist die erste Platte, die mit dem Schriftzug „Queen+“ unter dem Wappen des Phoenix deutlich macht, dass hier ein neues Konzept verwirklicht wurde: Das Album enthält auch Solo-Tracks sowie Queen-Kooperationen mit anderen Sängern. Somebody to Love wurde von George Michael auf dem Freddie Mercury Tribute Concert interpretiert. Another One Bites the Dust ist ein Remix von Wyclef Jean mit Rap-Ergänzungen von Pras Michel.

### 2000–2004: Musical und andere Projekte
Das Planetarium im Forum der Technik des Deutschen Museums produzierte zusammen mit Brian May eine multimediale Lasershow, die am 13. Dezember 2001 in München Premiere hatte. Die Show beinhaltet Laser-Effekte und 5.1-Raumklang, unter Einbeziehung des in die Kuppel des Planetariums projizierten Sternenhimmels. Eingehüllt in leichten, künstlichen Nebel erlebten die Zuschauer Musik und Videos neu abgemischter Queen-Hits. Die Show war ab 2002 im Zeiss-Planetarium in Jena, ab 2005 im Nicolaus-Copernicus-Planetarium in Nürnberg sowie ab 2006 im Wiener Planetarium zu sehen.
Zusammen mit Ben Elton schrieben Queen ihr eigenes Jukebox-Musical namens „We Will Rock You“, das 2002 in London Premiere hatte. Siehe dazu We Will Rock You (Musical).
Am 3. Juni 2002 traten Brian May und Roger Taylor anlässlich der Feierlichkeiten zum goldenen Thronjubiläum von Queen Elisabeth II. auf. Die BBC übertrug die Party at the Palace live aus dem Park des Buckingham Palace. Zu Beginn intonierte May seine durch ein Intro erweiterte Version von God Save the Queen, auf dem Dach des Palastes stehend mit Roger Taylor an den Pauken. Beim von Taylor gesungenen Titel Radio Ga Ga saß Phil Collins am Schlagzeug. Anschließend betrat das Ensemble des Queen-Musicals die Bühne und sang gemeinsam mit der Band ein Queen-Medley. Der Mittelteil von Bohemian Rhapsody kam diesmal nicht vom Band, sondern wurde vom Chor des Musicalensembles aufgeführt.
Unter der Aufsicht von May und Taylor kam es zu zahlreichen digitalen Restaurierungen, die den Audio- und Videokatalog von Queen wesentlich verlängerten. Seit 2002 erschienen mehrere Konzertmitschnitte (darunter Live at Wembley Stadium und Live at the Bowl) sowie Kompilationen von Videoclips im DVD-Format. Sie wurden ebenso im 5.1- und DTS-Raumklang neu abgemischt wie zwei von Queens erfolgreichsten Alben, A Night at the Opera und The Game, die als DVD-Audio-Alben erschienen.
Am 6. November 2002 wurde die Queen Symphony von Tolga Kashif mit dem Royal Philharmonic Orchestra in der Royal Festival Hall uraufgeführt. Die Aufführung wurde im Fernsehen übertragen, vor Ort waren Brian May, Roger Taylor und Mercurys Mutter Jer Bulsara. Kashif hatte sich von Melodien der Band inspirieren lassen. Queen Symphony war beim Classical BRIT Awards nominiert als „Album des Jahres 2003“.
2003 war Queen im Zusammenhang mit einer wohltätigen Musikveranstaltung in Südafrika zu sehen: Die Band trat in Kapstadt beim von ihr mitorganisierten 46664-Konzert auf, welches von Nelson Mandela als Benefiz-Projekt zur AIDS-Bekämpfung initiiert worden war.
Im Dezember 2004 kündigten Brian May und Roger Taylor an, mit Paul Rodgers als Sänger nach 19 Jahren wieder gemeinsam auf Tournee zu gehen. Nicht daran beteiligt war John Deacon, der sich Ende der neunziger Jahre von seiner Tätigkeit als aktiver Musiker vollständig zurückgezogen hatte. Der Name des neuen Projektes lautete „Queen + Paul Rodgers“.

### 2004–2009: Queen + Paul Rodgers
Grundlage für die Zusammenarbeit von Brian May und Roger Taylor mit Paul Rodgers war ein Treffen von May und Rodgers beim Fender Strat Pack-Konzert 2004, als der Gitarrist den Sänger beim Free-Stück All Right Now begleitete. In der Folge bat May Rodgers, Queen bei ihrer Aufnahme in die britische Music Hall of Fame zu begleiten, wo man gemeinsam We Will Rock You, We Are the Champions und All Right Now spielte.
2004 gab man bekannt, gemeinsam auf Tournee gehen zu wollen. Im März 2005 traten Queen und Rodgers bei der Neuauflage des 46664-Konzertes auf. Im selben Monat begann eine ausgedehnte Europa-Tournee unter dem Namen „Queen + Paul Rodgers“; es folgten Auftritte unter anderem in den USA und in Japan. Zur aus insgesamt sechs Mitgliedern bestehenden Besetzung gehörten neben Spike Edney, dem bisherigen Keyboarder bei Queen-Konzerten, die Begleitmusiker Jamie Moses an der Gitarre sowie Danny Miranda am Bass. Außer den Queen-Songs standen Stücke von Free und Bad Company, den ehemaligen Bands von Paul Rodgers, auf dem Programm. Beim Song Bohemian Rhapsody teilten sich Freddie Mercury per Videozuspielung und Rodgers den Gesang. Das Konzert in Sheffield wurde aufgezeichnet und unter dem Titel Return of the Champions veröffentlicht. 2006 unternahmen „Queen + Paul Rodgers“ eine umfangreiche Tournee durch Nordamerika. Im selben Jahr erschien ausschließlich in Japan der Live-Mitschnitt eines dort im Vorjahr aufgenommenen Konzerts als DVD (Super Live in Japan).
Im Dezember 2006 bestätigte Brian May, dass die Arbeiten an einem Film rund um die Geschichte der Band begonnen haben. May und Roger Taylor leiten das Projekt. Produziert wird der Film von Robert De Niros Firma Tribeca Production, die auch beim Musical We Will Rock You involviert ist.
Anlässlich des Welt-Aids-Tages im Jahr 2007 veröffentlichten Queen + Paul Rodgers als kostenlosen Download den Song Say It’s Not True. Einige Wochen danach erschien der Song auch als Single, deren Einnahmen in das 46664-Projekt fließen. Im September 2008 erschien ihr Album The Cosmos Rocks, das erste gemeinsame Studioalbum von Brian May und Roger Taylor seit 13 Jahren. Gleichzeitig begann eine Tournee durch Europa und Südamerika. Das Eröffnungskonzert der Tour auf dem Friedensplatz in Charkow wurde später als Live in Ukraine auf DVD veröffentlicht.
Im Mai 2009 gab Rodgers bekannt, dass man die Zusammenarbeit beendet habe. Er erklärte, dass sein Engagement bei Queen ähnlich wie das von Jimmy Page bei The Firm gewesen sei, das heißt, man habe nie daran gedacht, auf Dauer gemeinsam zu arbeiten. Rodgers fügte hinzu, dass er die gemeinsame Zeit für sehr erfolgreich hielt – man habe zwei Welttourneen, einige Live-Veröffentlichungen und nicht zuletzt das erste komplett neue Queen-Album seit den frühen 1990ern produziert. Zukünftige Auftritte mit May und Taylor, speziell für wohltätige Zwecke, schloss Rodgers nicht aus.

### 2010–2011: Wechsel der Plattenfirma und Filmprojekt
Im November 2010 wurde bekanntgegeben, dass Queen die 37-jährige Zusammenarbeit mit ihrer Plattenfirma EMI beenden und ab Januar 2011 bei Island Records unter Vertrag stehen wird. Von dieser neuen Plattenfirma wird ab dem Jahr 2011 der Backkatalog von Queen mit umfangreichem Bonusmaterial neu veröffentlicht.
Des Weiteren wurde ein Filmprojekt angekündigt. In diesem Film hätte Freddie Mercury von Sacha Baron Cohen dargestellt werden sollen. Das Projekt verzögerte sich und kam schließlich 2018 unter dem Titel Bohemian Rhapsody ins Kino. Mercury wird in diesem Film von Rami Malek verkörpert.
Im Oktober 2011 berichtete das Musikmagazin NME, dass es Überlegungen gebe, mit Lady Gaga als Ersatz für Paul Rodgers, der 2009 ausgestiegen war, auf Tournee zu gehen.
Die Sängerin äußerte sich daraufhin, dass sie nicht abgeneigt sei, mit Queen zusammenzuarbeiten.
Ende 2011 stellte Queen eine eigene Coverband zusammen, The Queen Extravaganza. Seit 2012 geht sie weltweit auf Tourneen.

### Ab 2012: Nachfolgeprojekt Queen + Adam Lambert
Im November 2011 traten May und Taylor bei den MTV Europe Music Awards 2011 auf und wurden von Sänger Adam Lambert begleitet. Im Dezember 2011 berichtete die Musikzeitschrift Billboard, dass man möglicherweise mit Lambert auf Tournee gehen wolle. Bereits 2009 hatte es wenige Monate nach Rodgers’ Ausstieg Gerüchte über eine mögliche Zusammenarbeit mit Lambert gegeben.
Als Queen + Adam Lambert gab die Band 2012 sechs Konzerte in Osteuropa und Russland sowie drei in London. Ein erster gemeinsamer Konzertauftritt war für Juli 2012 auf dem Sonisphere Festival in Knebworth geplant. Das Festival wurde allerdings Ende März 2012 abgesagt. Kurz danach wurden zwei Auftritte im Hammersmith Apollo bekanntgegeben. Beide Konzerte waren innerhalb von 24 Stunden ausverkauft. Im August 2012 traten May und Taylor mit Jessie J als Gastsängerin bei der Schlussfeier der Olympischen Sommerspiele 2012 mit dem Titel We Will Rock You auf.
Ab 2014 gingen Queen + Adam Lambert auf Welttournee. Gespielt wurden dabei nur alte Hits. Begleitet wurden sie unter anderem von Rufus Taylor, dem Sohn von Roger Taylor. 2014 waren sie in Nordamerika, Japan und Korea, Australien und Neuseeland unterwegs, und von 2015 bis 2017 in Europa, Asien und Amerika. Seit 2019 befinden sie sich auf einer weiteren Welttournee, die zwischen März 2020 und Mai 2022 wegen der COVID-19-Pandemie unterbrochen wurde. Im Mai 2020 veröffentlichten Queen + Adam Lambert den Song You Are the Champions, dessen Erlöse an den Solidaritätsfonds zur Bekämpfung von COVID-19 gehen. Die Formation hat zudem ein Livealbum veröffentlicht.

### Bis 2022 unveröffentlichtes Material
Im Dezember 2013 verkündete Brian May, dass er im Archiv der Band unveröffentlichtes Material von Freddie Mercury gefunden habe. Diese Spuren versuche er, mit dem Produzenten William Orbit zu neuen Songs zu arrangieren. Er sei sich aber nicht sicher, ob es für ein neues Queen-Album reichen würde. Darunter seien unter anderem Spuren aus Studiosessions mit Michael Jackson, David Bowie, Andy Gibb und Rod Stewart. Gleichzeitig meldete die Band im Zusammenhang mit der Eröffnung der Dauerausstellung in den ehemaligen Mountain Studios der Band im Casino in Montreux (Queen – The Studio Experience), einen neuen Vertrag mit der Universal Music Group unterschrieben zu haben. Am 13. Oktober 2022 wurde aus dem unveröffentlichten Material der neue Song Face It Alone veröffentlicht.

## Diskografie
Studioalben

| Jahr | Titel                             | Höchstplatzierung, Gesamtwochen/‑monate, AuszeichnungChartplatzierungen (Jahr, Titel, Platzierungen, Wochen/Monate, Auszeichnungen, Anmerkungen) | Höchstplatzierung, Gesamtwochen/‑monate, AuszeichnungChartplatzierungen (Jahr, Titel, Platzierungen, Wochen/Monate, Auszeichnungen, Anmerkungen) | Höchstplatzierung, Gesamtwochen/‑monate, AuszeichnungChartplatzierungen (Jahr, Titel, Platzierungen, Wochen/Monate, Auszeichnungen, Anmerkungen) | Höchstplatzierung, Gesamtwochen/‑monate, AuszeichnungChartplatzierungen (Jahr, Titel, Platzierungen, Wochen/Monate, Auszeichnungen, Anmerkungen) | Höchstplatzierung, Gesamtwochen/‑monate, AuszeichnungChartplatzierungen (Jahr, Titel, Platzierungen, Wochen/Monate, Auszeichnungen, Anmerkungen) | Anmerkungen                                                   |
| Jahr | Titel                             | DE | AT | CH | UK | US | Anmerkungen                                                   |
| ---- | --------------------------------- | --- | --- | --- | --- | --- | ------------------------------------------------------------- |
| 1973 | Queen                             | DE6 (… Wo.)DE | AT14 (1 Wo.)AT | CH13 (1 Wo.)CH | UK10 Gold · (20 Wo.)UK | US83 Gold · (22 Wo.)US | Erstveröffentlichung: 13. Juli 1973 Verkäufe: + 620.000       |
| 1974 | Queen II                          | — | — | — | UK5 Gold · (30 Wo.)UK | US49 (13 Wo.)US | Erstveröffentlichung: 8. März 1974 Verkäufe: + 1.040.000      |
| 1974 | Sheer Heart Attack                | — | — | — | UK2 Platin · (47 Wo.)UK | US12 Gold · (32 Wo.)US | Erstveröffentlichung: 1. November 1974 Verkäufe: + 1.600.000  |
| 1975 | A Night at the Opera              | DE5 Platin · (6 Mt.)DE | AT9 Gold · (7 Wo.)AT | CH69 (8 Wo.)CH | UK1 Platin · (72 Wo.)UK | US4 ×3Dreifachplatin · (57 Wo.)US | Erstveröffentlichung: 21. November 1975 Verkäufe: + 4.890.000 |
| 1976 | A Day at the Races                | DE10 Gold · (4 Mt.)DE | AT8 (3 Mt.)AT | — | UK1 Gold · (24 Wo.)UK | US5 Platin · (19 Wo.)US | Erstveröffentlichung: 10. Dezember 1976 Verkäufe: + 1.615.000 |
| 1977 | News of the World                 | DE7 Platin · (25 Wo.)DE | AT9 (7 Mt.)AT | CH— PlatinCH | UK4 Gold · (21 Wo.)UK | US3 ×4Vierfachplatin · (37 Wo.)US | Erstveröffentlichung: 28. Oktober 1977 Verkäufe: + 5.220.000  |
| 1978 | Jazz                              | DE5 Gold · (39 Wo.)DE | AT8 Gold · (7 Mt.)AT | CH— PlatinCH | UK2 Gold · (29 Wo.)UK | US6 Platin · (18 Wo.)US | Erstveröffentlichung: 10. November 1978 Verkäufe: + 1.770.000 |
| 1980 | The Game                          | DE2 Gold · (36 Wo.)DE | AT5 Gold · (7½ Mt.)AT | — | UK1 Gold · (18 Wo.)UK | US1 ×4Vierfachplatin · (43 Wo.)US | Erstveröffentlichung: 30. Juni 1980 Verkäufe: + 4.720.000     |
| 1982 | Hot Space                         | DE5 (21 Wo.)DE | AT1 Gold · (3 Mt.)AT | — | UK4 Gold · (19 Wo.)UK | US22 Gold · (21 Wo.)US | Erstveröffentlichung: 5. April 1982 Verkäufe: + 665.000       |
| 1984 | The Works                         | DE3 Platin · (43 Wo.)DE | AT2 Platin · (10 Mt.)AT | CH3 Platin · (32 Wo.)CH | UK2 Platin · (93 Wo.)UK | US23 Gold · (20 Wo.)US | Erstveröffentlichung: 27. Februar 1984 Verkäufe: + 1.665.000  |
| 1986 | A Kind of Magic                   | DE4 ×3Dreifachgold · (63 Wo.)DE | AT3 Platin · (5 Mt.)AT | CH4 ×2Doppelplatin · (19 Wo.)CH | UK1 ×2Doppelplatin · (63 Wo.)UK | US46 Gold · (13 Wo.)US | Erstveröffentlichung: 2. Juni 1986 Verkäufe: + 2.325.000      |
| 1989 | The Miracle                       | DE1 Platin · (50 Wo.)DE | AT1 Gold · (6 Mt.)AT | CH1 Platin · (27 Wo.)CH | UK1 Platin · (32 Wo.)UK | US24 (14 Wo.)US | Erstveröffentlichung: 22. Mai 1989 Verkäufe: + 1.248.130      |
| 1991 | Innuendo                          | DE1 Platin · (48 Wo.)DE | AT2 Platin · (20 Wo.)AT | CH1 ×2Doppelplatin · (36 Wo.)CH | UK1 Platin · (37 Wo.)UK | US30 Gold · (17 Wo.)US | Erstveröffentlichung: 4. Februar 1991 Verkäufe: + 2.745.000   |
| 1995 | Made in Heaven                    | DE1 ×3Dreifachplatin · (67 Wo.)DE | AT1 ×2Doppelplatin · (21 Wo.)AT | CH1 ×3Dreifachplatin · (34 Wo.)CH | UK1 ×4Vierfachplatin · (39 Wo.)UK | US58 Gold · (11 Wo.)US | Erstveröffentlichung: 6. November 1995 Verkäufe: + 20.000.000 |
| 2008 | The Cosmos Rocks mit Paul Rodgers | DE4 (7 Wo.)DE | AT11 (8 Wo.)AT | CH5 (7 Wo.)CH | UK5 Silber · (6 Wo.)UK | US47 (2 Wo.)US | Erstveröffentlichung: 12. September 2008 Verkäufe: + 70.000   |

grau schraffiert: keine Chartdaten aus diesem Jahr verfügbar

## Charakteristik der Musik

### Autoren der Queen-Songs
Zwar galt Freddie Mercury in den Medien aufgrund der dominierenden Rolle, die er bei den Live-Auftritten spielte, teilweise als Kopf der Band, jedoch waren im Studio, bei der Entwicklung der Songs, alle Bandmitglieder gleichberechtigt und jeder steuerte mehrere Hits bei.
Von den insgesamt 180 veröffentlichten Eigenkompositionen schrieben Freddie Mercury 51, Brian May 46, Roger Taylor 22 und John Deacon 14. Aus der Zusammenarbeit von jeweils zwei Bandmitgliedern entstanden 8 Titel; bei 35 Titeln lautet die offizielle Autorenangabe „Queen“.
An weiteren vier Songs haben externe Autoren mitgearbeitet:
- Doing All Right auf dem ersten Album Queen (1973) stammt noch aus der Zeit der Zusammenarbeit von Brian May mit Tim Staffell in ihrer gemeinsamen Band Smile.
- Under Pressure wurde von Queen und David Bowie gemeinsam geschrieben und in den Queen-eigenen Mountain-Studios in Montreux aufgenommen. Die Single gelangte 1981 an die Spitze der britischen Charts; das Stück ist auf dem 1982 erschienenen Album Hot Space enthalten.
- Too Much Love Will Kill You schrieb Brian May mit Frank Musker und Elizabeth Lamers. Den Gesang nahm Freddie Mercury während der Miracle-Sessions Ende der 1980er Jahre auf. Das Lied hatte seine Premiere 1992 beim Freddie-Mercury-Tribute-Konzert im Wembley-Stadion. In Mays Soloalbum Back to the Light (1992) ist eine von ihm selbst gesungene Fassung zu hören. Später wurde der Titel in einer gänzlich überarbeiteten Version mit der Stimme von Mercury in das Album Made in Heaven (1995) aufgenommen.
- Bei All God’s People auf dem Album Innuendo (1991) war Mike Moran Koautor. Moran hatte zusammen mit Mercury auch die Lieder zum Album Barcelona (1988) geschrieben, einem Solo-Projekt von Freddie Mercury mit der Opernsängerin Montserrat Caballé.

1989 einigte sich die Band darauf, statt einzelner Mitglieder „Queen“ als Autoren anzugeben. Dieses Vorhaben setzte die Gruppe erstmals bei ihrem Album The Miracle um. Unter anderem für die folgenden Titel lässt sich der Anteil der einzelnen Bandmitglieder nicht bestimmen: Soul Brother (1981 auf der Single Under Pressure veröffentlicht), Under Pressure, One Vision (auf A Kind of Magic) und Stealin’ (auf der Single Breakthru).
Auf ihren Studioalben veröffentlichte die Band außerdem zwei von Brian May arrangierte instrumentale Coverversionen: das Traditional God Save the Queen und The Wedding March aus Richard Wagners Oper Lohengrin. Bei Live-Auftritten interpretierte die Band oftmals Stücke aus den fünfziger und sechziger Jahren, beispielsweise Elvis Presleys Hit Jailhouse Rock und Big Spender aus dem Musical Sweet Charity sowie während der Tournee 1986 unter anderem Ricky Nelsons Single Hello Mary Lou, Little Richards Tutti Frutti und gelegentlich Gimme Some Lovin’ von der Spencer Davis Group.
Auf dem Album The Cosmos Rocks von Queen + Paul Rodgers (2008) werden alle drei Bandmitglieder als Autoren genannt.
Einzelheiten über die Kompositionen finden sich in den Artikeln zu den einzelnen Alben beziehungsweise Bandmitgliedern.

### Sänger der Queen-Songs
Freddie Mercury sang bei Studioaufnahmen die meisten Titel: Seine eigenen, alle von John Deacon und viele von Brian May und Roger Taylor. Brian May interpretierte zehn seiner eigenen Songs und Roger Taylor elf. Bei einigen Titeln ergänzen ein oder zwei der Bandmitglieder, die sonst immer wieder in den Refrain-Einwürfen zu hören sind, die Stimme von Freddie Mercury.
In folgenden Stücken ist der Hauptgesang auf mehrere Queen-Mitglieder aufgeteilt:
| Jahr | Songtitel                                | Leadgesang             | Autor          | Album              |
| ---- | ---------------------------------------- | ---------------------- | -------------- | ------------------ |
| 1973 | Doin’ Alright (BBC-Version)              | Mercury & Taylor       | May & Staffell | At the Beeb (1989) |
| 1974 | The March of the Black Queen             | Mercury & Taylor       | Mercury        | Queen II           |
| 1978 | Fun It                                   | Taylor & Mercury       | Taylor         | Jazz               |
| 1980 | Rock It – Prime Jive                     | Taylor & Mercury       | Taylor         | The Game           |
| 1980 | Sail Away Sweet Sister                   | May & Mercury          | May            | The Game           |
| 1980 | Flash’s Theme                            | Mercury & May          | May            | Flash Gordon       |
| 1982 | Action This Day                          | Mercury & Taylor       | Taylor         | Hot Space          |
| 1986 | Who Wants to Live Forever                | Mercury & May          | May            | A Kind of Magic    |
| 1989 | I Want It All                            | Mercury & May          | May            | The Miracle        |
| 1991 | Ride The Wild Wind                       | Mercury & Taylor       | Taylor         | Innuendo           |
| 1995 | Mother Love                              | Mercury & May          | May & Mercury  | Made in Heaven     |
| 1995 | Let Me Live                              | Mercury & Taylor & May | Queen          | Made in Heaven     |
| 1997 | No-One But You – Only the Good Die Young | May & Taylor           | May            | Queen Rocks        |

Under Pressure auf Hot Space (1982) ist der einzige Song auf einem Studio-Album von Queen, in dem neben Freddie Mercury ein Nicht-Bandmitglied, David Bowie, als Hauptsänger auftritt. Kurze Gastauftritte als Sänger hatten Queens Toningenieur Mike Stone (Good Old-Fashioned Lover Boy, 1976) und Joan Armatrading (Don’t Lose Your Head, 1986).
Bei den Live-Auftritten sang Freddie Mercury alle Titel, auch solche, die auf den Alben von May (’39) oder Taylor (Modern Times Rock ’n’ Roll; Rock It) interpretiert wurden. Einzige Ausnahme bildete I’m in Love with My Car von Roger Taylor, das dieser mit seiner unverwechselbaren Stimme auch auf der Bühne selbst sang. Bei Under Pressure übernahm Roger Taylor den Part von David Bowie.

#### Gastsänger nach 1991
Nach dem Tod von Mercury traten die verbliebenen Queen-Mitglieder May, Taylor und Deacon beim Freddie Mercury Tribute Concert 1992 gemeinsam mit einer Vielzahl an Gastsängern auf, darunter waren Roger Daltrey, James Hetfield, Robert Plant, Seal, David Bowie, Annie Lennox, George Michael, Lisa Stansfield, Elton John, Axl Rose und Liza Minnelli. Der zweite – und zugleich letzte – Auftritt zu dritt fand 1997 anlässlich der Premiere von Maurice Béjarts Ballett in Paris statt: Wiederum übernahm Elton John den Lead-Gesang bei The Show Must Go On, dem einzigen damals gespielten Stück. Diese Live-Version wurde 1999 auf dem Album Greatest Hits III veröffentlicht.
In den folgenden Jahren unternahmen Brian May und Roger Taylor (ohne Beteiligung von John Deacon) verschiedenste kleinere Live- und Studio-Projekte unter dem Namen „Queen+“: May und Taylor teilten sich dabei den Lead-Gesang mit wechselnden Gastsängern. Bei Kurzauftritten waren u. a. Dave Grohl von den Foo Fighters (2001 in New York bei Queens Einführung in die Rock and Roll Hall of Fame), Patti Russo (2002 in Amsterdam), Zucchero und Luciano Pavarotti (2003 in Modena) sowie Anastacia (2003 in Kapstadt beim 46664-Benefiz-Konzert) zu hören. Im Studio gab es Neueinspielungen von Queen-Titeln u. a. mit Five (We Will Rock You, 2000), Robbie Williams (We Are the Champions, 2001) und John Farnham (We Will Rock You, 2003).
Ab Ende 2004 gab es eine dauerhafte Zusammenarbeit mit Paul Rodgers. Mit ihm gemeinsam fanden 2005, 2006 und 2008 unter dem Namen „Queen + Paul Rodgers“ ausgedehnte Tourneen durch Europa, Japan und Nordamerika statt. Das Projekt wurde 2009 mit Ausstieg von Paul Rodgers beendet.

#### Remixe
Neben den erwähnten Neuaufnahmen im Studio und Live-Interpretationen entstanden seit Beginn der neunziger Jahre auch zahlreiche Remixe, die offiziell auf Queen-Tonträgern veröffentlicht wurden. Als Remixer betätigten sich z. B. Rick Rubin, Trent Reznor, Vanguard (Flash) und der Rapper Wyclef Jean, an dessen Version von Another One Bites the Dust auch Pras Michel beteiligt war.

### Stilrichtungen
Ein besonderes Merkmal der Musik von Queen ist ihre große stilistische Bandbreite. Diese reicht vom intimen, leisen Lied mit Harfen- oder Gitarrenbegleitung (Love of My Life) bis hin zur pompösen Bohemian Rhapsody, von Music-Hall-Anklängen zum Rock ’n’ Roll der fünfziger Jahre, vom Hard Rock bis zum Discosound.
Ausgewählte Beispiele zu einzelnen Musikstilen:
- Klassische Musik: The Wedding March.
- Walzer: Ausschnitt aus The Millionaire Waltz.
- Flamenco: Ausschnitt aus Innuendo.
- Music Hall bzw. Vaudeville: Killer Queen; Bring Back That Leroy Brown; Lazing on a Sunday Afternoon; Seaside Rendezvous.
- Gospelmusik: Somebody to Love; All God’s People; Let Me Live.
- Blues: See What a Fool I’ve Been; Sleeping on the Sidewalk; Lost Opportunity.
- Filmmusik: Soundtrack Flash Gordon, Album A kind of magic (enthält Soundtrack aus dem Film Highlander)
- Rock ’n’ Roll und Rockabilly: Crazy Little Thing Called Love; Man on the Prowl.
- Bossa Nova: Who Needs You.
- Folk: ’39.
- Hard Rock bzw. Heavy Metal: Son and Daughter; Stone Cold Crazy; Sweet Lady; Ausschnitt aus Bohemian Rhapsody; White Man; Tear It Up.
- Progressive Rock: The March of the Black Queen; Brighton Rock; The Prophet’s Song.
- Pop: Radio Ga Ga; I Want to Break Free; A Kind of Magic.
- Funk und Disco: Fun It; Another One Bites the Dust; Back Chat; Dancer; Body Language; Staying Power.
- Ambient: Track 13.

Auch Verweise auf Dixieland (Good Company), Psychedelic Rock (Jesus) und Punk (Sheer Heart Attack) finden sich in der Musik von Queen. Kaum eine andere Band hatte in so vielen verschiedenen Stilrichtungen so viele Hits. Der typische Queen-Sound entsteht vor allem auch durch die unverwechselbaren Stimmen von Mercury, Taylor und May sowie dessen charakteristische Gitarrenklänge.

### Das „Theatralische“
Manche Kritiker sagten Queen nach, dass ihre Musik oft etwas Theatralisches und Pompöses an sich habe. Das ist vor allem auf die üppigen Gitarren- und Gesangschöre, den großen Umfang und die Ausdruckskraft von Mercurys Stimme und auf die besondere Beherrschung der hohen Tonlagen durch Roger Taylor zurückzuführen (z. B. in ’39). Am reinsten kommt das in Bohemian Rhapsody, aber auch in Don’t Try So Hard, Innuendo, The Miracle und Was It All Worth It zum Ausdruck. Ein weiterer Grund für den theatralischen Eindruck ist die harmonische Vielfalt der Stücke. Queen begnügt sich nicht, wie so mancher Schlager oder Popsong, mit Tonika und Dominante, sondern reichert die Harmonie durch weitere entfernte Tonarten, Kadenzen, Vorhalte, also mit den Mitteln der „klassischen“ Musik, an.

### Gitarrenklang
Bis 1980 erzeugte Brian May mit seiner selbstgebauten Red Special alle Klangeffekte, die bei anderen Gruppen Synthesizer, Streicherorchester oder Blechblasinstrumente übernehmen. Das war zum einen deshalb möglich, da seine Gitarre bauliche Eigenheiten wie Resonanzkörper aufweist, die unabhängig von allen elektrischen Veränderungen einen unverwechselbaren Klang erzeugen. Dazu kommt, dass May bei vielen Stücken mehr als nur eine Gitarrenspur aufnahm. So weist die Partitur von Somebody to Love fünf E-Gitarren-Stimmen auf. In den rein instrumentalen Stücken (Procession, The Wedding March sowie God Save the Queen), aber auch in Songs wie Keep Yourself Alive, Dreamer’s Ball oder The Millionaire Waltz kommt dieser „orchestrale“ Gitarrenklang besonders deutlich zur Geltung.
Eine weitere Steigerung dieser Gitarren-Effekte erzielte May in Good Company („Jazzband“), The Loser in the End („Rockorgel“), All Dead, All Dead und Lily of the Valley („Streichorchester“). In manchen Titeln erhält der Gitarrenklang eine Flexibilität ähnlich einem Chor oder einer Singstimme, so dass der Übergang zwischen Gesang und Instrument kaum zu bemerken ist, wie in den Stücken mit den extrem hohen „Screams“ von Roger Taylor (Seven Seas of Rhye, The March of the Black Queen, The Fairy Feller’s Master-Stroke, Ogre Battle, Father to Son)
Diese Queen-typische Gleichbehandlung von Gesang und Gitarre zeigt sich auch in den „Kanon“-Stücken: Hier ermöglicht die Delay-Technik, dass die Musiker auch live mit sich selbst mehrstimmig singen oder spielen können. Beispiele dafür sind Mays dreistimmiges Gitarrenspiel in Brighton Rock und White Man sowie Mercurys Gesang in Now I’m Here (live) und The Prophet’s Song.
Brian May benutzt beim Gitarrenspiel kein Plektrum, sondern eine britische Sixpence-Münze. Als diese aus dem Verkehr genommen wurden, ließ er sich Münzen mit seinem Konterfei herstellen, die mittlerweile begehrtes Sammlerobjekt sind.

## Queen als Liveband

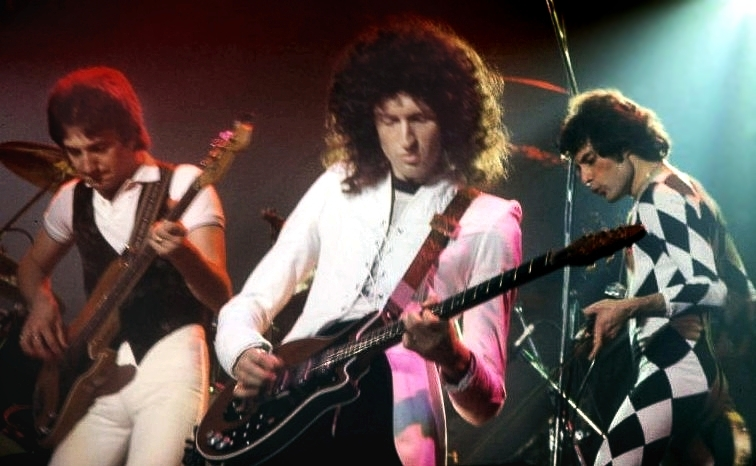
Deacon, May und Mercury (November 1978)

Queen spielten über 700 Konzerte in 16 Jahren; die Band gehörte zu den erfolgreichsten Livebands der 1970er und 1980er Jahre.
In den 1960er Jahren vor Queen erinnerten die Live-Auftritte eher an die Übertragung der Bedingungen eines Platten- oder Fernsehstudios auf eine kleine Bühne: Die Kleidung war konventionell, die Bandmitglieder bewegten sich kaum von der Stelle (was auch mit den einschränkenden technischen Bedingungen zusammenhing) und die Musiker konnten nur wenig Kontakt zum Publikum herstellen. Die Stücke entsprachen zwar musikalisch den Plattenaufnahmen, es war ihnen aber anzumerken, dass Technik und Aufnahmebedingungen des Studios nicht auf die Bühne übertragen werden konnten.
Für Queen stand dagegen stets die perfekte Show und Unterhaltung des Publikums im Vordergrund. Sie nutzten neue Techniken, um Akustik und Licht zu verbessern und verwendeten entsprechend große Ton- und Lichtanlagen. Spezialeffekte wie Nebel, Lichtwechsel und Pyrotechnik wurden gezielt und mit Gespür für den richtigen dramatischen Zeitpunkt eingesetzt. Extravagante Frisuren und Kostüme spielten bis 1980 auf der Bühne eine wesentliche Rolle.
Freddie Mercury war als Leadsänger alles andere als statisch. Er faszinierte sein Publikum mit seinen tänzerischen, kraftvollen, auf die Musik abgestimmten und durch die Musik inspirierten Bewegungen. Eine besondere Rolle spielte dabei sein Mikrofonständer, von dem die Füße abmontiert waren. Er war integraler Bestandteil seiner Bühnenpräsenz und wurde als Tambourstock, Gitarre, Balanciergerät und Phallussymbol genutzt. Mercury brauchte für seine Art der Performance eine große Bühne, die sich durch Treppen und Rampen in die dritte Dimension erstreckte. So wurde jedes Konzert auch zu einem theatralischen Gesamtkunstwerk.
Die komplexen Titel der Platten konnte und wollte Queen nicht 1:1 auf die Bühne bringen. Jedes Stück wurde für die Liveauftritte bearbeitet, und dank der Improvisationskunst von Mercury und May unterschied sich die Interpretation von Auftritt zu Auftritt.
Grundsätzlich war die Gruppe der Meinung, dass nichts vom Band kommen dürfe. Doch es gab einige wenige Ausnahmen: Während der A-cappella-Mittelteil von Bohemian Rhapsody vom Tonband gespielt wurde, verschwand die Band von der Bühne, die nur noch von Lichteffekten und Nebel beherrscht wurde. Der Übergang zum Schlussteil war dann eine regelrechte Explosion von Licht und Feuerwerk, aus der die Band wie aus einer Theaterversenkung wieder erschien. Das zweite Stück, das vom Band kam, erklang jedes Mal (außer in Irland) zum Abschluss des Konzerts: Während des von Brian May bearbeiteten God Save the Queen verabschiedeten sich die vier Musiker von ihrem Publikum. Auf der Magic Tour trat zuvor Mercury mit Krönungsmantel und Krone auf, die er als Reverenz vor dem Publikum zog. Als Eröffnung jedes Konzerts der Magic Tour erklang zudem das Intro von One Vision vom Tonband, ebenso das Intro von Flash auf der Hot Space Tour.
Ebenfalls auf der Magic Tour erschien Mercury während der Zugabe We Will Rock You mit einem Union Jack. Er trug die Flagge wie einen Umhang. Nachdem er damit einige Zeit über die Bühne stolziert war, wendete er sie blitzschnell und präsentierte auf der anderen Seite zur Begeisterung des Publikums die jeweilige Landesfahne.
Die Auswahl der Titel richtete sich in der Regel nach dem jeweils aktuellen Album, wobei auch viele ältere Hits im Programm blieben. Standardrepertoire waren aber einige Titel, die bei den meisten Konzerten gespielt wurden: Am häufigsten erklang Now I’m Here, ein Stück, bei dem Mercury die Delay-Technik nutzte, um mit sich selbst einen Kanon zu improvisieren. Keep Yourself Alive und Killer Queen wurden fast so oft wie Bohemian Rhapsody gespielt, das bei mehr als 500 Konzerten einen der Höhepunkte markierte. Seit 1977 fehlte auch nie das Medley We Will Rock You und We Are the Champions. Das Programm konnte sich auf einer Tournee bei einzelnen Stücken von Konzert zu Konzert ändern.
Mit dem Album News of the World schrieb die Band Titel, die auf die Mitwirkung der Konzertbesucher zugeschnitten waren. Zu erwähnen ist hier vor allem We Will Rock You mit seinem charakteristischen Grundrhythmus, der das Publikum zum Mitmachen bringt. Dazu gehört auch Radio Ga Ga, welches das Publikum zum vom Videoclip beeinflussten rhythmischen Mitklatschen animiert.
Viel Wert legte Queen auch auf den Aufbau ihrer Konzerte. So spielte die Band im ersten Teil hauptsächlich schnelle rockige Songs, die das Publikum mitreißen sollten. Im Mittelteil der Konzerte erklangen ruhigere Stücke in kleinerer Besetzung oder Soloimprovisationen. Dadurch konnten einerseits einzelnen Bandmitgliedern kurze Erholungspausen verschafft werden, andererseits wurde ein dramatischer Bogen von Spannung über Entspannung zum abschließenden Höhepunkt geschlagen. Hier erklangen oft akustische Interpretationen wie Love of My Life mit May an der Gitarre und Mercury, der über lange Passagen hinweg das Publikum allein singen ließ. Ebenfalls in der Konzertmitte waren Mays lange Gitarrenimprovisationen wie Brighton Rock zu hören. Eine Besonderheit stellten die Songs dar, die die Band eigens für das Auftrittsland vortrug: in Japan Teo Torriatte oder in Budapest das ungarische Volkslied Tavaszi szél vizet áraszt („Die Frühlingswinde lassen das Wasser steigen“).
Die meisten Konzerte gab Queen in den USA (fast 250) und in Großbritannien (200). Dann folgen Deutschland mit 55 und Japan mit 51 Tournee-Auftritten. Das größte Publikum hatte Queen am 12. Januar 1985 in Rio de Janeiro (250.000), das kleinste (6) am 28. Januar 1972 im Londoner Bedford College. In der Zeit von 1973 bis 1986 ging Queen jährlich auf mindestens eine größere Tournee. Ausnahmen sind das Jahr 1981 mit drei kürzeren Konzertreisen und 1983, in dem Queen keinen Live-Auftritt absolvierte.
| Tourneename                           | Beginn             | Ende               | Länder bzw. Städte                           | Konzerte |
| ------------------------------------- | ------------------ | ------------------ | -------------------------------------------- | -------- |
| Einzelauftritte                       | 27. Juni 1970      | 11. Juli 1971      | England                                      | 18       |
| Cornish Tour                          | 17. Juli 1971      | 21. August 1971    | England                                      | 11       |
| Einzelauftritte                       | 6. Oktober 1971    | 3. August 1973     | England                                      | 12       |
| Queen I                               | 13. September 1973 | 21. Januar 1974    | Großbritannien, Deutschland, Australien      | 35       |
| Sunbury Festival                      | 2. Februar 1974    |                    | Australien                                   | 1        |
| Queen II                              | 1. März 1974       | 11. Mai 1974       | Großbritannien, USA                          | 41       |
| Sheer Heart Attack *                  | 30. Oktober 1974   | 1. Mai 1975        | Europa, USA, Kanada, Japan                   | 77       |
| A Night at the Opera                  | 14. November 1975  | 22. April 1976     | Großbritannien, USA, Japan, Australien       | 77       |
| Summer 1976                           | 1. September 1976  | 18. September 1976 | Großbritannien                               | 4        |
| A Day at the Races (World)            | 13. Januar 1977    | 18. März 1977      | USA, Kanada                                  | 40       |
| A Day at the Races (Europe)           | 8. Mai 1977        | 7. Juni 1977       | Europa                                       | 19       |
| News of the World ’77                 | 11. November 1977  | 22. Dezember 1977  | USA                                          | 26       |
| News of the World ’78                 | 12. April 1978     | 13. Mai 1978       | Europa                                       | 20       |
| Jazz                                  | 28. Oktober 1978   | 20. Dezember 1978  | USA, Kanada                                  | 35       |
| Live Killers *                        | 17. Januar 1979    | 6. Mai 1979        | Europa, Japan                                | 43       |
| Saarbrücken Festival                  | 18. August 1979    |                    | Deutschland                                  | 1        |
| Crazy Tour                            | 22. November 1979  | 26. Dezember 1979  | Irland, Großbritannien                       | 20       |
| The Game (World)                      | 30. Juni 1980      | 30. September 1980 | USA, Kanada                                  | 46       |
| The Game (Europe)                     | 23. November 1980  | 18. Dezember 1980  | Europa                                       | 17       |
| Japan 1981                            | 12. Februar 1981   | 18. Februar 1981   | Japan                                        | 5        |
| South America Bites the Dust          | 28. Februar 1981   | 21. März 1981      | Argentinien, Brasilien                       | 7        |
| Gluttons for Punishment               | 25. September 1981 | 18. Oktober 1981   | Venezuela, Mexiko                            | 6        |
| We Will Rock You *                    | 24. November 1981  | 25. November 1981  | Montreal (Kanada)                            | 2        |
| Hot Space (Europe) *                  | 9. April 1982      | 5. Juni 1982       | Europa                                       | 30       |
| Hot Space (World) *                   | 21. Juli 1982      | 3. November 1982   | USA, Kanada, Japan                           | 39       |
| The Works ’84 *                       | 24. August 1984    | 20. Oktober 1984   | Europa, Südafrika                            | 32       |
| Rock in Rio *                         | 12. Januar 1985    | 19. Januar 1985    | Rio de Janeiro                               | 2        |
| The Works ’85 *                       | 13. April 1985     | 15. Mai 1985       | Neuseeland, Australien, Japan                | 14       |
| Live Aid *                            | 13. Juli 1985      |                    | London                                       | 1        |
| Magic Tour *                          | 7. Juni 1986       | 9. August 1986     | Europa                                       | 26       |
| Auswahl weiterer Auftritte nach 1991: |                    |                    |                                              |          |
| Freddie Mercury Tribute *             | 20. April 1992     |                    | London                                       | 1        |
| Premiere Béjart-Ballett *             | 17. Januar 1997    |                    | Paris                                        | 1        |
| Rock and Roll Hall of Fame            | 19. März 2001      |                    | New York                                     | 1        |
| 46664 (Nelson Mandela) *              | 29. November 2003  |                    | Kapstadt (Südafrika)                         | 1        |
| Queen + Paul Rodgers Tour *           | 19. März 2005      | 25. Mai 2006       | Südafrika, Europa, Aruba, Nordamerika, Japan | 66       |
| Rock the Cosmos Tour                  | 12. Sept. 2008     | 29. November 2008  | Europa, Dubai, Südamerika                    | 40       |

### Welttourneen
- 1973–1974: Queen I Tour, 35 Konzerte im Vereinigten Königreich, Deutschland, Luxemburg und Australien
- 1974: Queen II Tour, 41 Konzerte im Vereinigten Königreich und den USA
- 1974–1975: Sheer Heart Attack Tour, 76 Konzerte im Vereinigten Königreich, Schweden, Finnland, Deutschland, den Niederlanden, Belgien, Spanien, den USA, Kanada und Japan
- 1975–1976: A Night at the Opera Tour, 78 Konzerte im Vereinigten Königreich, den USA, Japan und Australien
- 1977: A Day at the Races Tour, 59 Konzerte in den USA, Kanada, Deutschland, der Schweiz, Schweden, Dänemark, den Niederlanden und im Vereinigten Königreich
- 1977–1978: News of the World Tour, 46 Konzerte in den USA, Kanada, Schweden, Dänemark, Deutschland, Belgien, den Niederlanden, Frankreich, des Schweiz, Österreich und im Vereinigten Königreich
- 1978–1979: Jazz Tour, 35 Konzerte in den USA und Kanada
- 1980–1981: The Game Tour, 61 Konzerte in den USA, Kanada, der Schweiz, Frankreich, Deutschland, den Niederlanden, im Vereinigten Königreich und Belgien
- 1982: Hot Space Tour, 69 Konzerte in Schweden, Norwegen, der Schweiz, Frankreich, Belgien, den Niederlanden, Deutschland, Österreich, im Vereinigten Königreich, Kanada, den USA und Japan
- 1984–1985: The Works Tour, 48 Konzerte in Belgien, Irland, im Vereinigten Königreich, Deutschland, Italien, Frankreich, den Niederlanden, Österreich, Bophuthatswana, Brasilien, Neuseeland, Australien und Japan
- 1986: Magic Tour, 26 Konzerte in Schweden, den Niederlanden, Frankreich, Belgien, Deutschland, der Schweiz, Irland, im Vereinigten Königreich, Österreich, Ungarn und Spanien
- 2005–2006: Queen + Paul Rodgers Tour, 65 Konzerte
- 2008: Rock the Cosmos Tour, 41 Konzerte
- seit 2012: Queen + Adam Lambert Tour, 228 Konzerte (Stand: 29. Februar 2020)

## Bandname
In einem Interview äußerte sich Freddie Mercury zum Band-Namen: It was then that I thought about the name Queen. You know at that time the name summoned up a lot of things, a lot of theatre, very grand, very pompous, all of that kind of connotations. It meant so much, you know, it was nice. It wasn’t a precise label, it could mean a lot of things.
Mit dieser unausgesprochenen Ambivalenz des Ausdrucks spielte vor allem Freddie Mercury bei seinen Live-Auftritten: Er verstand es, mit Humor und ironischer Distanz, durch Ballettschritte, Haartracht und Kostüme einerseits und durch betont männliche Gesten sowie das Spiel mit dem Mikroständer andererseits zu verhindern, Vorurteile des Publikums in die eine oder andere Richtung zu bedienen. Zwar waren einige Kostüme sehr extravagant, zum Beispiel hauteng mit Pailletten und tiefem Ausschnitt. Mercury trug aber nie Kleider, wie sie für eine Drag Queen charakteristisch sind. In einem Interview sagte Mercury einmal: “I like to ridicule myself. I don’t take it too seriously. I wouldn’t wear these clothes if I was serious. The one thing that keeps me going is that I like to laugh at myself.”
Auch bei möglicherweise „verdächtig“ klingenden, von Mercury stammenden Songtiteln wie The March of the Black Queen oder My Fairy King („fairy“ hat dieselbe Nebenbedeutung wie „queen“) bleibt es jedem selbst überlassen, welcher Interpretation er den Vorzug geben will. Der Songautor selbst äußerte sich in der Regel nicht zu seinen Texten.
Freddie Mercury breitete sein Privatleben nicht in der Öffentlichkeit aus. Für das Publikum spielte es meist auch keine Rolle, welche Vorlieben er hatte. Musik und Bühnenpräsenz waren allein ausschlaggebend. Spätestens als offiziell bekannt wurde, dass er an Aids erkrankt war, begannen allerdings viele zu ahnen, dass der Mensch Farrokh Bulsara mehr war als nur das „offizielle“ Abbild einer „Rock-Diva“. George Michael stellte in seiner kurzen Ansprache beim Freddie Mercury Tribute Concert fest: “I think a lot of people (…) are probably taking some small comfort in the fact that although Freddie died of AIDS he was publicly bisexual.”

## Emblem
Das von Freddie Mercury entworfene Queen-Emblem, auf dem Cover der LP A Day at the Races am deutlichsten ausgeführt, ist dem Vollwappen des britischen Königshauses nachempfunden. Ein Q bildet einen ovalen Schild, der die stilisierte britische Krone enthält und von allegorischen Figuren umgeben ist. Als Schildhalter dienen zwei steigende, gekrönte Löwen. Der linke (heraldisch rechte) Löwe hat ein gelbes Fell, während der rechte (heraldisch linke) grau und geflügelt ist. Auf der oberen Kante des Schildes balanciert ein roter Krebs, hinter dem Flammen empor lodern. Er steht in der Heraldik an der Stelle des Helmes. Als Helmkleinod erhebt sich aus den Flammen ein weißer Phönix, der seine Flügel über die Gruppe breitet. Vor den Löwen flankieren noch zwei weibliche, geflügelte Feen oder Elfen (englisch fairies) den Schild. Das bei Vollwappen sonst übliche Devisenband wird von dem geschwungenen Unterstrich des Q übernommen. Den Hintergrund stellen die Strahlen der aufgehenden Sonne dar.
Bedeutung der Figuren:
- In der ägyptischen Mythologie verkörpert der Phönix die Sonne: So wie diese am Abend stirbt, um am Morgen wiedergeboren zu werden, verbrennt sich der Phönix alle 500 Jahre selbst, um danach verjüngt wieder aus der Asche aufzuerstehen. Nach dem Tod von Freddie Mercury wurde der Phönix Namensgeber für die AIDS-Stiftung Mercury Phoenix Trust. Das Symbol für die Tourneen von Queen + Paul Rodgers war der gekrönte Phönix.
- Die beiden Löwen symbolisieren das Tierkreiszeichen für Roger Taylor (geboren am 26. Juli 1949) und John Deacon (geboren am 19. August 1951). In der Astrologie gilt der Löwe als ein Feuerzeichen und wird von der Sonne regiert.
- Der Krebs ist das Tierkreiszeichen für Brian May (geboren am 19. Juli 1947). Zur Sommersonnenwende steht die Sonne im Sternbild des Krebses.
- Die beiden Elfen stehen für das Tierkreiszeichen Jungfrau von Freddie Mercury (geboren am 5. September 1946). Gewöhnlich wird dieses Tierkreiszeichen durch ein Mädchen mit einer Getreidegarbe dargestellt.

Queens Wappen in seiner ursprünglichen Fassung ist unter anderem auf der Coverrückseite des Debütalbums Queen abgebildet. Vielfältige Varianten dieses Emblems zeigen die Albumcovers von A Night at the Opera, Greatest Hits II und Queen Rocks.

## Einfluss auf andere Musiker
Musiker und Bands aus sehr unterschiedlichen Stilrichtungen – von Alternative Rock, Hard Rock, Heavy Metal und Progressive Rock bis u. a. hin zu Industrial Rock und Pop – wurden durch Queens Musik und Bühnenauftritte beeinflusst, wie Judas Priest, Def Leppard, Steve Vai, Culture Club, George Michael, Pulp, Frankie Goes to Hollywood, Melvins, Manowar, Guns N’ Roses, Blind Guardian, Trent Reznor, Extreme, Ween, The Smashing Pumpkins, Radiohead, Robbie Williams, Ben Folds Five, Muse, The Darkness, Alex Kapranos und Mika.
Dave Grohl und Taylor Hawkins betonten wiederholt ihre Wertschätzung für Queen. Die beiden Mitglieder der Foo Fighters hielten 2001 auch die Laudatio anlässlich Queens Aufnahme in die Rock and Roll Hall of Fame. Mehrmals trat ihre Band zusammen mit Roger Taylor und Brian May live auf; darüber hinaus nahmen die Foo Fighters gemeinsam mit May einige Stücke im Studio auf.
Dave Grohl (Nirvana; Foo Fighters; Queens of the Stone Age):
“Freddie Mercury has to be one of the greatest frontmen of all time.” – “Making thousands and thousands of people connect with your music – it’s not easy. Queen can do it (…).” Über Live Aid: “Queen smoked on it. They just took everybody. They walked away being the greatest band you’d ever seen in your life.”
Henry Rollins (Black Flag; Rollins Band):
“When you see that footage of Wembley, here is the band kicking it. And what made it for me was Brian May’s guitar sound. He is an amazing guitar player.”
Billy Corgan (The Smashing Pumpkins):
“(…) had made me so sick during the Eighties that I just couldn’t listen to them any more. I worked at this record store (…) and I found ‚Queen II‘, probably their least popular album. It’s so over the top, so many vocal and guitar track overdubs – total Queen overload. I loved it. I loved the cool, weird, ambiguous songs about Freddie’s sexuality and the way it shifts from heavy to beautiful ballads. So I liked Queen again and I realised it was okay to do an over-the-top album.”
Queens Songs wurden vielfach gecovert. Die Band Metallica erhielt 1991 für ihre ein Jahr vorher veröffentlichte Version von Stone Cold Crazy einen Grammy in der Kategorie „Best Metal Performance“. Zu weiteren Interpreten, die im Studio neue Fassungen der Kompositionen von Queen aufnahmen, gehören beispielsweise Weird Al Yankovic (u. a. Another One Bites the Dust), Laibach (One Vision), Nine Inch Nails (Get Down, Make Love), Lemmy Kilmister (Tie Your Mother Down), Dwight Yoakam (Crazy Little Thing Called Love), Travis (Killer Queen) sowie The Flaming Lips (Bohemian Rhapsody). Darüber hinaus existiert seit 2002 mit Gary Mullen and The Works eine Queen-Tribute-Band, die versucht, die Musik und die Bühnenauftritte von Queen möglichst originalgetreu zu kopieren.
Zahlreiche Künstler verwendeten in ihren Werken Samples aus Songs von Queen. Dazu zählen u. a. die US-amerikanischen Hip-Hop-Musiker Grandmaster Flash (in: The Adventures of Grandmaster Flash on the Wheels of Steel), Public Enemy (in: Terminator X to the Edge of Panic), Vanilla Ice (in: Ice Ice Baby), Ice Cube (in: When Will They Shoot?) und Eminem (in: ’Till I Collapse und Puke).

## Auszeichnungen (Auswahl)
- Januar 1974 – Platz drei als beste Newcomer-Band 1973 der britischen Musikzeitschrift Sounds
- 18. Juli 1975 – Ivor Novello Award für Killer Queen (Freddie Mercury).
- Januar 1976 – Ivor Novello Award für Bohemian Rhapsody (Mercury).
- 17. Oktober 1977 – BRIT Award für Bohemian Rhapsody als beste Single der letzten 25 Jahre.
- Dezember 1980 – Eintrag im Guinness-Buch der Rekorde als höchstbezahlte Firmendirektoren.
- 17. April 1987 – Ivor Novello Award für herausragenden Beitrag zur britischen Musik.
- 1988 – Golden Rose Festival in Montreux – International Music Media Conference (IMMC) Award als „Best long form video worldwide“ für DoRos Dokumentation Magic Years.
- 18. Februar 1990 – BRIT Award für außergewöhnliche Beiträge („Outstanding contribution“) zur britischen Musik.
- 12. Februar 1992 – BRIT Award für These Are the Days of Our Lives als beste Single des Jahres 1991; posthumer BRIT Award für Freddie Mercury für „Outstanding contribution“.
- 29. Mai 1997 – Ivor Novello Award („Best song musically and lyrically“) für Too Much Love Will Kill You.
- 19. März 2001 – Queen wurden in die Rock and Roll Hall of Fame in Cleveland, Ohio, aufgenommen.[72]
- 18. Oktober 2002 – Auf dem Hollywood Walk of Fame wurden Queen mit einem Stern ausgezeichnet.
- 12. Juni 2003 – Als bisher einzige Band wurden Queen in die US-amerikanische Songwriters Hall of Fame aufgenommen.
- 2. Dezember 2010 – Queen belegen Rang 52 in der Liste der 100 größten Musiker aller Zeiten des Rolling Stone.[73]
- 6. November 2011 – Bei den MTV Europe Music Awards in Belfast erhielten Queen den Global Icon Award.
- 2025 – Polar Music Prize wird am 27. Mai 2025 überreicht.[74]